# Lézard (comics)
Pour les articles homonymes, voir lézard (homonymie).
Curtis « Curt » Connors, alias le Lézard (« The Lizard » en VO) est un super-vilain évoluant dans l'univers Marvel de la maison d'édition Marvel Comics. Créé par le scénariste Stan Lee et le dessinateur Steve Ditko, le personnage de fiction apparaît pour la première fois dans le comic book The Amazing Spider-Man (vol. 1) #6 en novembre 1963.
Dans les histoires relatives au personnage, le docteur Connors est un biologiste et généticien qui a étudié la capacité de certains reptiles à faire repousser leurs membres manquants, en partie pour trouver un moyen de régénérer son bras droit. Après un test sur lui-même, il se transforme en un monstre reptilien violent. Bien que capable de revenir à sa forme humaine, il subit des crises occasionnelles lorsque son alter ego reptilien se libère.
C'est un des ennemis récurrents du héros Spider-Man. En 2009, il est classé par le site IGN à la 62e place du classement des « Greatest Comic Villain of All Time ».

## Référence littéraire
Ce personnage est un des multiples avatars du roman datant de 1886 L'Étrange Cas du docteur Jekyll et de M. Hyde par Robert Louis Stevenson.

## Biographie du personnage
Le docteur Curtis Connors, chirurgien dans l'armée, perd son bras durant la guerre de Corée et doit renoncer à exercer la chirurgie. Il entreprend alors une étude scientifique sur les reptiles qui, à la différence des mammifères, ont conservé le pouvoir de régénérer leurs membres manquants. Il découvre que ce pouvoir est dû à une substance chimique précise, qu'il absorbe. Son bras repousse, mais l'effet mutagène de la substance entraîne une transformation de tout son corps, qui devient une sorte de reptile-humanoïde.
Spider-Man inventa une potion qui inversait les effets de la première substance, mais les changements génétiques qui avaient affecté Connors persistèrent et celui-ci continua de se transformer périodiquement en Lézard. La transformation est déclenchée par certaines stimulations chimiques et électromagnétiques.
À chaque confrontation avec le Lézard, Spider-Man dut faire appel à ses connaissances en physique et en chimie, car non seulement le Lézard est un adversaire très coriace, mais en plus l’homme-araignée sait qu'il est son ami Connors, et il ne peut se résoudre à le blesser. D'ailleurs, lors d'un duel entre eux-deux, la Torche humaine intervient et a alors bien du mal à comprendre pourquoi Spider-Man lui demande de ménager leur ennemi.
En contrepartie de l'aide de Spider-Man, Connors lui sera toujours fidèle et l'aidera dans les moments difficiles (comme lors de l'épisode où il poussera quatre bras au Tisseur). Le docteur Connors a une femme et un enfant qui l'adorent. Ils sont profondément reconnaissants envers Spider-Man pour l'aide qu'il leur apporte.
Un jour, la Maggia kidnappe le docteur Connors afin qu'il leur décrypte une tablette de la Mer Morte (voir le Manuscrits de Qumrân) qui recèlerait le secret de l'éternelle jeunesse. Menaçant sa famille, Connors fait ce qu'on lui demande. Le chef des mafiosi obtient ce qu'il voulait, mais ne découvre que trop tard le terrible prix à payer. Pendant ce temps, Connors se transforme malgré lui en Lézard et règle leur compte aux mafieux, balayés sans une once de compassion.

## Pouvoirs et capacités

### Capacités et comportement
Sous sa forme humaine, le docteur Curtis Connors n'a aucun pouvoir surhumain. Il est cependant un individu très intelligent et un scientifique de renom, notamment dans les domaines de la génétique, en physique et en biochimie, son domaine de prédilection étant l'herpétologie (l'étude des reptiles).
Basé sur divers facteurs physiologiques et environnementaux, l'intelligence de Connors sous sa forme de Lézard peut varier, allant d'une intelligence bestiale et animale à l'intelligence humaine normale. Lorsqu'il se transforme, la partie de son cerveau contenant les pulsions les plus bestiales l'emporte et il devient peu à peu inhumain.
Cependant, la personnalité du Lézard se manifeste le plus souvent avec l'intelligence humaine de Connors ; il est alors capable de parler et de raisonner à haut niveau, bien que certaines versions aient été plus sauvages que d'autres.

### Pouvoirs
À la suite d'une expérience, Curt Connors se transforme en la créature reptilienne nommée le Lézard et se retrouve doté de plusieurs capacités surhumaines.
Sous cette forme, il possède une force, une endurance, une vitesse, une agilité et des réflexes surhumains, égalant voire surpassant ceux de Spider-man, ainsi qu'une résistance élevée aux blessures du fait de sa peau écailleuse, bien plus résistance aux coupures, aux pénétrations ou à la force brute. Par ailleurs, il peut régénérer les parties abîmées de son corps, ce qui lui permet de reconstituer des membres ou sa queue s’ils sont coupés, à la façon des lézards.
- Son degré de force a été mesuré avec précision : il serait capable de soulever une masse allant jusqu'à 12,5 tonnes. Les puissants muscles de ses jambes lui permettent de sauter sans élan à 5,40 m en hauteur et d'atteindre une vitesse de 72 km/h.
- Les griffes rétractiles de ses mains et de ses pieds, ses crocs ainsi que sa queue très puissante et rapide (environ 110 km/h[1], qu'il peut utiliser pour frapper ses adversaires) le rendent très dangereux au corps à corps.
- Ses doigts et ses orteils sont couverts d'une quantité de griffes minuscules formant des crochets adhésifs, ce qui lui permet de grimper aux murs[1].
- Il peut aussi communiquer mentalement et commander à tous les reptiles se trouvant à moins d'un 1,5 km[1] de lui, via une télépathie limitée.

Récemment, à la suite de manipulations opérées par Norman Osborn, le Lézard a acquis la capacité de secréter des phéromones, avec pour effet de pousser les humains à se comporter avec violence.
Après l'épisode Brand New Day, une amélioration de sa télépathie lui a donné le pouvoir de forcer les humains à exécuter leurs pulsions primitives, en supprimant le contrôle émotionnel de leur amygdale (leur « cerveau reptilien »).

### Faiblesse
En raison des caractéristiques physiques de sa forme transformée, qui sont similaires à celles d'un animal à sang froid, le Lézard s’affaiblit physiquement quand il est exposé de manière prolongée à des basses températures.
Spider-Man utilise souvent cette astuce contre lui pour le défaire rapidement.

## Comparaison avec Hulk
L'alter ego de Bruce Banner, le colosse Hulk, présente des similitudes avec le Lézard : non contents d'être verts et de partager le même code vestimentaire (chemise blanche de scientifique et pantalon violet), les deux personnages sont tous deux des scientifiques doués et chétifs, pouvant se transformer en une créature forte et redoutable.
Cependant, le Lézard est fondamentalement violent, alors que Hulk a juste besoin d'être compris. Lorsque Hulk détruit plusieurs immeubles, c'est à la suite d'évènements qui l'ont amené à se mettre en colère.

## Apparitions dans d'autres médias
Sauf indication contraire, les informations mentionnées dans cette section peuvent être confirmées par la base de données cinématographiques IMDb,  présente dans la section « Liens externes ».

### Cinéma
- 2002 : Spider-Man réalisé par Sam Raimi (mentionné)

Interprété par Dylan Baker

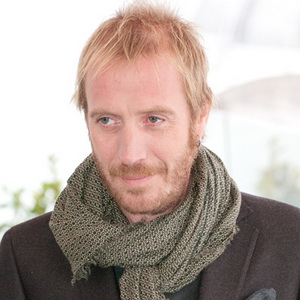
L'acteur Rhys Ifans incarne le Dr. Curt Connors/Le Lézard dans le film The Amazing Spider-Man (2012).

- 2004 : Spider-Man 2 réalisé par Sam Raimi
- 2007 : Spider-Man 3 réalisé par Sam Raimi

Le personnage dans la trilogie de Sam Raimi est un enseignant de Peter Parker qui l'encourage dans ses études. Il examine le symbiote extraterrestre qui infecte d'abord Peter Parker, puis Eddie Brock qui devient Venom. Il ne deviendra pas par la suite le Lézard.
Interprété par Rhys Ifans
- 2012 : The Amazing Spider-Man réalisé par Marc Webb
- 2021 : Spider-Man: No Way Home réalisé par Jon Watts

### Télévision
- 1967-1970 : L'Araignée (série d'animation)
- 1994-1998 : Spider-Man, l'homme-araignée (série d'animation)
- 2008-2009 : Spectacular Spider-Man (série d'animation)
- 2012-2017 : Ultimate Spider-Man (série d'animation)
- depuis 2017 : Spider-Man (série d'animation)
- depuis 2025 : Your Friendly Neighborhood Spider-Man (série d'animation) 
Carla Connors est une scientifique d'Oscorp qui travaille directement avec Peter pendant son stage. Elle est une variante alternative féminine de Curt Connors.

### Jeu vidéo
- 2012 : The Amazing Spider-Man : personnage secondaire que Spider-Man libérera d'un asile pour quérir l'aide du Dr. Curt Connors.
- 2020 : Marvel's Spider-Man: Miles Morales : le personnage apparaît dans une scène post-crédits en tant que le Dr. Curt Connors.
- 2023 : Marvel's Spider-Man 2 : Dr. Connors est le médecin qui a soigné Harry grâce au symbiote. Il redevient le Lézard à cause de Kraven et sera un des boss du jeu.